# Henrik Mestad
Henrik Mestad (né le 22 juin 1964 à Oslo) est un acteur norvégien jouant aussi bien au théâtre qu'au cinéma. Il a également écrit des pièces de théâtre.

## Théâtre
Après avoir étudié à l'école supérieure du théâtre (Statens teaterhøgskole), il débute en 1991 au Nationaltheatret dans la pièce d'Henrik Ibsen Les Guerriers de Helgeland. Il joue les années suivantes dans deux autres pièces d'Ibsen : Une maison de poupée et Petit Eyolf. À partir de 1996, il joue également au Teatret Vårt et à l'Oslo Nye Teater.
En 2006, il joue dans la pièce d'Ibsen Le Canard sauvage au Torshovteatret.
En 2012, il joue le rôle du roi dans la pièce historique Spelet om Heilag Olav.
Mestad a également écrit deux pièces de théâtre :
- Lik meg når jeg er teit, jouée en 1992 au Torshovteatret ;
- Nansens sønn (2002).

## Cinéma
Il débute au cinéma en 1983 dans le film Åpen framtid où il tient deux petits rôles. En 1986 il joue le rôle d'un néo-nazi dans le film Adjø solidaritet.
En 2006, il tient le rôle du pédophile Hans dans le film Sønner. Son interprétation lui vaudra de recevoir en 2007 le Prix Amanda du meilleur second rôle.
À la télévision, il a joué depuis les années 1990 dans plusieurs séries norvégiennes (non diffusées en dehors des pays scandinaves pour la plupart). Il est aujourd'hui connu en France pour sa participation à la série Lilyhammer (saison 2) et surtout pour tenir le rôle du premier ministre Jesper Berg dans la série Occupied.

## Filmographie

### Cinéma
- 2010 : Un chic type (En ganske snill mann) de Hans Petter Moland : Kenny

### Télévision
- 2013 à 2014 : Lilyhammer, de Anne Bjørnstad et Eilif Skodvin : Lars Olafsen (4 épisodes)
- 2015 - 2019 : Occupied (Okkupert), de Erik Skjoldbjærg, Karianne Lund et Jo Nesbø : Jesper Berg, Premier ministre de Norvège
- 2016 : Norsemen (Vikigane), de Jon Iver Helgaker et Jonas Torgersen : Chef Olav (3 épisodes)

## Récompenses et distinctions
- 2007 : Kosmorama : Prix Kanon du meilleur second rôle pour Sønner
- 2007 : Prix Amanda du meilleur second rôle pour Sønner
- 2015 : Prix Amanda du meilleur second rôle pour Børning